# グレッグ・クーパー
グレッグ・クーパー（Greg Cooper、1965年6月10日 - ）は、ニュージーランドのラグビーユニオン指導者。ジャパンラグビーリーグワンのNECグリーンロケッツ東葛のヘッドコーチを務める。

## 略歴
現役時代はオタゴ、ブルーズなどでプレーしていた。
現役引退後、2012年、NECグリーンロケッツのヘッドコーチに就任。2年務めた。
その後スタッド・フランセのコーチを経て、2018年、三菱重工相模原ダイナボアーズのヘッドコーチに就任。
2022年、三菱重工相模原ダイナボアーズのヘッドコーチを退任した。
2022年、メジャーリーグラグビーのユタ・ウォリアーズのヘッドコーチに就任。2025年に退任。
2025年7月、12季ぶりにNECグリーンロケッツ東葛のヘッドコーチに就任。